# Hebe Donay
Hebe Donay (Buenos Aires, 1926-Buenos Aires, 2012) fue una actriz, cantante y recitadora argentina que residió en España durante largo tiempo donde realizó una importante trayectoria en el medio artístico.

## Carrera
Hija de madre española llamada Delfinaa prima de una famosa tonadillera la Goya) y padre argentino, estudio en el Conservatorio Nacional de Arte Escénico y se inició, aun siendo niña, en la Compañía de Luis Arata.
Fue una primera actriz teatral que incursionó también en cine tanto argentino como español, con estrellas de renombre como Olga Zubarry, Myriam de Urquijo,  Golde Flami, Leonor Manso, Susana Rinaldi, entre otras.
En teatro se lució con brillantes figuras como Alberto Bove, Jaime Redondo, Beatriz Taibo y José María Vilches. En 1945 formó parte de la Compañía Dramática de Enrique de Rosas. En 1966 forma la Compañía Donay - Jaufret, con la actriz Delfina Jaufret.que era su  madre.
Integra en 1946 la lista de  "La Agrupación de Actores Democráticos", en pleno gobierno de Juan Domingo Perón, y cuya junta directiva estaba integrada por Pablo Racciopi, Lydia Lamaison, Pascual Nacaratti, Alberto Barcel y Domingo Mania.

## Filmografía
- 1954: El beso de Judas
- 1955: La Hermana Alegría
- 1955: Suspiros de Triana
- 1956: Don Juan
- 1956: Curra Veleta
- 1956: Manolo guardia urbano
- 1956: Dos novias para un torero
- 1957: Susana y yo
- 1959: Un hombre tiene que morir
- 1960: El hombre que perdió el tren
- 1961: La estatua
- 1962: Accidente 703[6]
- 1975: Las procesadas[7]

## Televisión
- 1964: Teatro popular de Madrid.
- 1968 - 1969: El mundo del espectáculo con Lolita Torres, José María Vilches, Horacio O'Connor y Esteban Serrador.
- 1970: El romance del mío Cid.
- 1970: Bonete, junto a Joe Rígoli, Tino Pascali y Osvaldo Canónico.

## Teatro
- Tierra extraña (1945).
- Llegaron a una ciudad (1958), de J. B. Priestley.[8]
- Nacida ayer (1960).
- Ven y ven al Eslava (1960), junto a Juan Carlos Thorry.
- La discreta enamorada (1961), de Lope de Vega, con la compañía del Teatro Popular de Madrid. Se destacó junto a Manuel Gallardo.
- Los tres etcéteras (1963)
- Un 30 de febrero (1964), Con la compañía del Teatro Popular de Madrid.[9]
- Desnúdeme cantando (1965), donde mostró sus dotes vocales en temas como Historia de Lulú (vals), Libre (surf) y Ven ya junto a mí.
- Mamá con niña (1966)[10]
- Las que tienen que servir (1967)[11]
- Cuidado con las personas formales (1972), de Alfonso Paso, dirigida por José Gordon Paso en el Teatro Empire.[12]
- El cuervo (1972).
- La inmortal celestina (1975), en el Teatro San Martín.[13]